# Maria Sander
Pour les articles homonymes, voir Sander.
Maria Sander (née Domagala le 30 octobre 1924 à Dinslaken et morte le 12 janvier 1999 à Niederwahn) est une athlète allemande, spécialiste du 80 m haies et des épreuves combinées.

## Carrière
Elle remporte deux médailles lors des Jeux olympiques de 1952, à Helsinki : le bronze sur 80 m haies et l'argent au titre du relais 4 × 100 mètres. 
En 1954, aux Championnats d'Europe de Berne, l'Allemande se classe deuxième de l'épreuve du pentathlon derrière la Soviétique Aleksandra Chudina, et obtient par ailleurs la médaille d'argent du relais 4 × 100 m. 

### Palmarès
| Date | Compétition           | Lieu      | Résultat | Épreuve    |
| ---- | --------------------- | --------- | -------- | ---------- |
| 1952 | Jeux olympiques       | Helsinki  | 3e       | 80 m haies |
| 1952 | Jeux olympiques       | Helsinki  | 2e       | 4 × 100 m  |
| 1954 | Championnats d'Europe | Berne     | 2e       | Pentathlon |
| 1954 | Championnats d'Europe | Berne     | 2e       | 4 × 100 m  |
| 1956 | Jeux olympiques       | melbourne | 6e       | 4 × 100 m  |

### Records
| Épreuve    | Performance | Lieu | Date |
| ---------- | ----------- | ---- | ---- |
| 80 m haies | 10 s 9      |      | 1956 |